# Munizipalität Tqibuli
Die Munizipalität Tqibuli (georgisch ტყიბულის მუნიციპალიტეტი, Tqibulis munizipaliteti)  ist eine Verwaltungseinheit (etwa entsprechend einem Landkreis) in der Region Imeretien im zentralen Teil Georgiens.

## Geographie
Verwaltungszentrum der Munizipalität ist die namensgebende Kleinstadt Tqibuli. Die 478,8 km² große Munizipalität wird im Osten von der Munizipalität Tschiatura, im Süden von der Munizipalität Terdschola, im Südwesten auf einem kurzen Abschnitt vom Territorium der regionsunterstellten Stadt Kutaissi und im Westen bis Nordwesten von der Munizipalität Zqaltubo begrenzt, alle ebenfalls in Imeretien. Im Nordosten grenzt sie an die Munizipalität Ambrolauri der Region Ratscha-Letschchumi und Niederswanetien.
Die Munizipalität nimmt die südliche Flanke des Ratscha-Gebirges ein, das von dort entspringenden Flussläufen im Einzugsgebiet des linken Rioni-Nebenflusses Qwirila durchquert wird: von der Zqalzitela im Westen über den durch den gleichnamigen Verwaltungssitz fließenden Tqibuli bis zur Dsussa im Osten. Dieses Bergland reicht von gut 200 m über dem Meeresspiegel im Zqalzitela-Tal bis 1263 m im Osten zwischen Tqibuli und Dsussa; dabei liegt ein Großteil der Ortschaften in Höhen von 400 bis 800 m. Der die nördliche Grenze der Munizipalität markierende Hauptkamm des Ratscha-Gebirges erreicht in diesem Bereich nördlich der Stadt Tqibuli eine maximale Höhe von 1847 m.
Der Fluss Tqibuli ist unterhalb der Stadt Tqibuli unweit der südlichen Munizipalitätsgrenze seit den 1950er-Jahren zum Tqibuli-Stausee angestaut. Auf natürliche Weise versickerte der Fluss in der dortigen Karstlandschaft, um etwa drei Kilometer südlich, bereits auf dem Territorium der Munizipalität Terdschola, aus einer Karstquelle unter dem Namen Dsewri wieder zutage zu treten.

## Bevölkerung und Verwaltungsgliederung
Die Einwohnerzahl beträgt 17.900 (Stand: 2021). Bis 2014 war die Einwohnerzahl mit 20.839 gegenüber der vorangegangenen Volkszählung (31.132 Einwohner 2002) um mehr als ein Drittel gesunken, etwa das Doppelte des Landesdurchschnitts. Damit setzte sich der bereits seit den 1950er-Jahren anhaltende Bevölkerungsrückgang (maximale Einwohnerzahl 1959: 44.411) beschleunigt fort.
Bevölkerungsentwicklung
Anmerkung: Volkszählungsdaten

Die Bevölkerung ist fast monoethnisch georgisch (etwa 99,1 %); daneben gibt es eine kleine Zahl von vorwiegend Russen (0,4 %, Stand 2014).
Die größten Ortschaften neben der Stadt Tqibuli (9770 Einwohner) sind mit jeweils über 500 Einwohnern die Dörfer Kursebi, Muchura, Orpiri, Sazire und Zuzchwati (2014).
Die Munizipalität gliedert sich in den eigenständigen Hauptort Tqibuli sowie 9 Gemeinden (georgisch temi, თემი beziehungsweise bei nur einer Ortschaft einfach „Dorf“, georgisch sopeli, სოფელი) mit insgesamt 46 Ortschaften:
| Gemeinde    | Anzahl Ortschaften | Einwohner (2014) |
| ----------- | ------------------ | ---------------- |
| Chressili   | 8                  | 771              |
| Dschwarissa | 5                  | 504              |
| Gurna       | 8                  | 761              |
| Kursebi     | 3                  | 2198             |
| Muchura     | 1                  | 1412             |
| Orpiri      | 10                 | 2010             |
| Sazire      | 7                  | 1947             |
| Sotschcheti | 3                  | 795              |
| Zuzchwati   | 1                  | 671              |

## Geschichte
Das Gebiet gehörte seit dem Zerfall des Königreiches Georgien im 15. Jahrhundert bis in das 19. Jahrhundert faktisch durchgehend zum Königreich Imeretien. Während der Zugehörigkeit Georgiens zum Russischen Reich war es Teil des Gouvernements Kutais und lag größtenteils in dessen Ujesd Kutais, nur der äußerste Osten um Muchura im Ujesd Schorapani. Diese Verwaltungsgliederung bestand bis in die Anfangsjahre der Sowjetunion, als 1930 der eigenständige Rajon Tqibuli ausgewiesen wurde. Nach der Unabhängigkeit Georgiens wurde der Rajon 1995 der neu gebildeten Region Imeretien zugeordnet und 2006 in eine Munizipalität umgebildet.

## Verkehr
Vom Südwesten aus Kutaissi kommend über Tqibuli zum 1217 m hohen Naqerali-Pass des Ratscha-Gebirges durchquert die Nationalstraße Sch17 (შ17) die Munizipalität, weiter in Richtung des nördlich benachbarten Munizipalitätssitzes Ambrolauri im Rioni-Tal.  Von Tqibuli ins südlich benachbarte Terdschola und weiter zur internationalen Fernstraße S1 (ს1) führt die Sch19 (შ19). Von der Sch17 abzweigend durch das obere Zqalzitela-Tal und weiter durch den Norden der Munizipalität wieder zur Sch17 in Tqibuli verläuft die Nationalstraße Sch109 (შ109).
Tqibuli ist seit 1887 Endpunkt der 52 km langen Bahnstrecke Rioni–Tqibuli, die südlich von Kutaissi von der Strecke Poti–Tiflis(–Baku) abzweigt, zur Erschließung der Steinkohlevorkommen um Tqibuli errichtet und in den 1940er-Jahren elektrifiziert wurde.